# Акадска империя
Акадската империя (Акадски / Аккад, A.GA.DÈ.KI „Страната Акад“; Иврит אַכַּד Аккад) е държава (царство), просъществувала приблизително между 2350 пр.н.е. и 2150 пр.н.е. Неин център е град Акад в Южна Месопотамия.
Най-голям разцвет достига при Саргон I, който подчинява градовете на Шумер и завладява по-голямата част от Плодородния полумесец – от Елам до Средиземно море. Акадският постепенно измества шумерския като говорим език в региона. Въпреки това акадците запазват и доразвиват клинообразната писменост, създадена от шумерите.
От 2334 г. пр. Хр. цар на Акад става Саргон Велики. Той поставя началото на могъща династия, която управлява в продължение на 150 г. Саргон надделява в двубой с владетеля на град Ур и разширява териториите на държавата си по долното течение на Тигър и Ефрат. Владетелите на Акад започват да се титулуват Цар на Четирите посоки. По времето на могъществото на Акадското царство в Месопотамия се разпространява източносемитския акадски език, като ролята и употребата на шумерския значително намалява. Акадският език е първата лингва франка в историята и остава в употреба близо две хилядолетия след края на Акад. Амарнският древноегипетски архив от времето на Новото царство засвидетелства исторически събития на акадски език. Едва в началото на 1-вото хилядолетие пр. Хр. акадския излиза от употреба за сметка на арамейския.
След превземането на големите шумерски градове, акадците предприемат успешни походи към Древна Сирия и успяват да унищожат конкурентните им Ебла и Арман (дн. Халеб). Те създават първата в историята постоянна и професионална армия, която наброява 5400 войници. Освен това акадците подобряват и селското стопанство в региона като създават мрежа от иригационни напоителни съоръжения, необходими за усвояването на по-големи площи обработваема земя. При наследника на Саргон – Нарам-Син (срещан и като Нарамсин), Акад достига своето могъщество и поддържа постоянна армия от 5400 бойци.
Държавата на акадците е унищожена от нашествието на амореите, които изпърво са привлечени като федерати за охрана на границата откъм арабската пустиня, докато не се еманципират и превземайки и задържайки под властта си старите шумеро-акадски градове Исин, Ешнуна и Ларса не основават ново собствено царство – аморейска Вавилония с център – Вавилон.

## Град Акад
Формата Агад се появява за пръв път в шумерски надписи, например в списъка с владетелите на Шумер; Асиро-Вавилонската форма „Акааду“ („на“ или „принадлежащ на Акад“) най-вероятно произлиза от нея. Етимологията и значението на самото име „Акад“ са неизвестни.
Векове по-късно, вавилонският цар Набонид посочва в своите записи, че поклонничеството към Ищар в Акад, по-късно е било заменено с това към Анунит, чието светилище се намира в Сипар. Въпреки многобройните проучвания, градът все още не е намерен. Една от теориите е, че Акад е разположен срещу Сипар от левия край на р. Ефрат, и е може би най-старата част от град Сипар. Друга теория гласи, че руините на Акад са под съвременен Багдад. Древната столица на Акад е разрушена при нахлуването на амореите, които унищожават и Акадската империя.

## Галерия
- Градовете в Акад
- Енума Елиш
- Саргон Акадски
- Генеалогия на Саргонидите
- Победата на Нарам-Син над лулубеите лулубеите
- Руини на двореца Тел Брак, дн. Сирия
- Обелиск с клинописен надпис, 2270 г. пр.н.е.